# Persée (Q154)
Pour les articles homonymes, voir Persée (homonymie).
Le Persée est un sous-marin français de la classe 1 500 tonnes. Lancé en 1931, il appartient à la série M6.

## Histoire

### Développement
Le Persée fait partie d'une série assez homogène de 31 sous-marins océaniques de grande patrouille, aussi dénommés 1 500 tonnes en raison de leur déplacement. Tous sont entrés en service entre 1931 (Redoutable) et 1939 (Sidi-Ferruch).
Longs de 92,30 mètres et larges de 8,10, ils ont un tirant d'eau de 4,40 mètres et peuvent plonger jusqu'à 80 mètres. Ils déplacent en surface 1 572 tonnes et en plongée 2 082 tonnes. Propulsés en surface par deux moteurs diesel d'une puissance totale de 6 000 chevaux, leur vitesse maximum est de 18,6 nœuds. En plongée, la propulsion électrique de 2 250 chevaux leur permet d'atteindre 10 nœuds.
Appelés aussi « sous-marins de grandes croisières », leur rayon d'action en surface est de 10 000 nautiques à 10 nœuds et en plongée de 100 nautiques à 5 nœuds.
Mis en chantier le 14 avril 1929 avec le numéro de coque Q154, le Persée est lancé le 23 mai 1931.
Le 26 septembre 1932, deux mois après le naufrage du Prométhée, un nouvel accident cause la mort de six marins et ouvriers de l'arsenal de Cherbourg. Commandé par le lieutenant de vaisseau Bertrand, le Persée procède à des essais au large de la pointe de Jardeheu, à quelques milles marins à l'ouest de Cherbourg. À la suite d'un écoulement d'huile sur les carters des moteurs diesels Schneider, ceux-ci explosent, tuant sur le coup deux hommes et en blessant de nombreux autres, dont l'officier en second, le lieutenant de vaisseau Jean L'Herminier, futur commandant du Casabianca pendant la Seconde Guerre mondiale. Le sous-marin est remorqué à Cherbourg par le chalutier fécampois Simon-Duhamel II, escorté par le sous-marin Surcouf dont le médecin a donné les premiers soins aux blessés.
Le Persée est mis en service le 10 juin 1934.

### Seconde Guerre mondiale
Il est affecté, au début de la Seconde Guerre mondiale, à la 6e division de sous-marins, basée à Brest, qu'il forme avec l'Ajax, l'Archimède et le Poncelet.
Avec le Poncelet, il patrouille au large des Açores, où s'est réfugiée une partie de la flotte de commerce allemande, suspectée de servir de ravitailleurs aux U-Boote allemands. Il rejoint le 12 octobre Cherbourg avec le Poncelet pour carénage. Devant l'avance allemande, il quitte Cherbourg pour Brest. Il reprend la mer le 18 juin à 18 h 30 avec le ravitailleur Jules Verne et treize sous-marins, dont Ajax, Poncelet, Casabianca et Sfax. Ils arrivent à Casablanca le 23 juin. Après l'attaque de Mers el-Kébir par les Britanniques le 3 juillet, il patrouille le long de la côte marocaine avec l'Ajax.
Le 19 juillet, le Poncelet et le Persée sont transférés à Dakar. Du 26 au 29 août 1940, il est chargé d'escorter le câblier Alsace, envoyé réparer le câble Casablanca-Dakar sectionné par les Britanniques devant Cap Juby. Le 23 septembre, les Français libres et les Britanniques attaquent la capitale de l'Afrique-Occidentale française. Il attaque en surface devant le cap Manuel le HMS Inglefield à la torpille, sans l'atteindre. Il est pris en chasse par les destroyers britanniques et, ne pouvant plonger en raison de hauts-fonds, il est sérieusement endommagé. Alors que le navire coule, l'équipage, et le corps du quartier-maître Lozach, qui est remonté héroïquement à la dernière minute par le lieutenant de vaisseau de Calan, aidé du quartier-maître Le Thomas est repêché par l'aviso La Surprise.